# Dow Zakin
Dow Zakin (hebr.: דב זכין, ang.: Dov Zakin, ur. 29 września 1922 w Baranowiczach, zm. 4 września 1986) – izraelski polityk, w latach 1969–1977 oraz 1981–1984 poseł do Knesetu z listy Koalicji Pracy.

## Życiorys
Urodził się 29 września 1922 w Baranowiczach w ówczesnej II Rzeczypospolitej (obecnie Białoruś).
W 1936 wyemigrował do Izraela. Uczył się we wsi młodzieżowej Ben Szemen, następnie ukończył ekonomię i politologię na Uniwersytecie Telawiwskim.
W 1945 był jednym z założycieli kibucu Lahawot ha-Baszan.
W wyborach w 1969 po raz pierwszy został wybrany posłem. W siódmym Knesecie zasiadał w komisjach spraw gospodarczych oraz pracy. W kolejnych wyborach uzyskał reelekcję. W Knesecie ósmej kadencji zasiadał w komisjach budownictwa; spraw zagranicznych i obrony oraz spraw wewnętrznych i środowiska. 10 kwietnia 1977 wraz z Jehudą Dranickim, Aharonem Efratem, Chajką Grossman, Eli’ezerem Ronenem i Me’irem Talmim opuścił Koalicję Pracy zakładając frakcję Mapam. Po dwóch dniach rozłamowcy powrócili do Koalicji Pracy.
W wyborach w 1977 nie zdołał obronić mandatu, do parlamentu powrócił jednak cztery lata później. W dziesiątym Knesecie zasiadał w komisjach budownictwa oraz absorpcji imigrantów. W 1984 utracił miejsce w parlamencie.
Zmarł 4 września 1986.